# Alícia Puertas Espín
Alícia Puertas Espín (Manresa, 23 d'octubre de 1974) és una actriu de teatre i televisió i professora de teatre.
Va començar a fer teatre amateur des de ben petita amb la seva tieta Dolors Puertas, arrelada a la Innocentada de Manresa, d'Agustí Soler i Mas. Amb sis anys debuta en la Innocentada "I jo, què?", l'any 1980, a la Sala Loiola (Manresa). Amb la seva tieta, participa també en la companyia de teatre Arlequí.
Mentre estudiava batxillerat va unir-se al grup teatral El Petit Espantall de Manresa. Posteriorment es va llicenciar en Art dramàtic a l'Institut del Teatre. En acabar, juntament amb algunes companyes, va muntar la seva pròpia companyia teatral anomenada Mite-les, amb Tàtels (Maria Àngels) Pérez, de Sallent i Maria Alba Esquius de Súria. La seva primera producció teatral va ser l'obra Amb doble intenció d'Anna Fité, que es va estrenar el 1997 al Versus Teatre de Barcelona. Totes tres van presentar l'obra Dones d’Isabel Clara-Simó, dirigida per Jordi Llop. A partir de llavors van produir diversos muntatges teatrals, però finalment la companyia es va dissoldre el 2007. Més endavant, Alícia Puertas es va unir a la companyia Flyhard, dirigida per Jordi Casanovas, amb la qual ha interpretat diverses obres de teatre, de les quals destaquen La ruïna i Volem anar al Tibidabo. També ha participat en quatre episodis televisius de La Riera i també a El cor de la ciutat. I a la Xarxa de Televisions locals ha actuat en dues sèries: Zoom i Aborígens.
Actualment, és professora a l'Institut del Teatre de Barcelona i també dona classes de teatre en alguns centres de secundària.

## Trajectòria professional

### Obres teatrals
- Les millors ocasions. 2002
- Gebre. 2003
- Estralls. 2003
- AUCA DEL BORN”, text i direcció de Jordi Casanovas. Espectacle inaugural del Tricentenari BCN. Setembre del 2013 a El Born CC.
-  “ASSASSINAT A L' ATRIUM DE VILADECANS”, espectacle basat en textos de Sergi Belbel, Jordi Casanovas, Cristina Clemente i Blanca Bardagil. Estrenat el 5 d' abril del 2013 a L' Atrium de Viladecans.
-  “LA NOSTRA CHAMPIONS PARTICULAR”,text i direcció de Cristina Clemente. Estrenat l' 1 de novembre del 2012, al Teatre Gaudí.
-  “NIT DE RÀDIO DOS PUNT ZERO”, text i direcció de Cristina Clemente. Estrenat el 14 de juliol del 2011 a la Sala Flyhard.
-  “ELS ÚLTIMS DIES DE CLARK K.”,d'Alberto Ramos. Dir. De Jordi Casanovas. Estrenat el febrer del 2011, a la Sala Flyhard.
-  “LA REVOLUCIÓ” de Jordi Casanovas. Cia. Flyhard Estrenat el 2 de febrer del 2009 a la sala Villarroel.  “VOLEM ANAR AL TIBIDABO”, text i direcció de Cristina Clemente. Estrenat el 25 d'octubre del 2008 al Teatre Versus.
-  “LENA WOYCEZK”, de Jordi Casanovas.Cia. Flyhard Estrenat al Festival de Temporada Alta de Girona, el 13 de novembre del 2008.
-  “LA RUÏNA”, de Jordi Casanovas. Cia.Flyhard. Estrenat, el 10 de setembre del 2008 a la Sala Villarroel.
- “AQUESTA TAMPOC SERÀ LA FI DEL MÓN”, de Jordi Casanovas. Dir. Jordi Casanovas. Cia.Flyhard. Estrenat al Festival de Temporada Alta de Girona,2007.  “MERCEDES-BENZ SEGONS ELS OCELLS”,d'Emiliano Mayor Steinmeyer. Dir. Jordi Casanovas. Lectura Dramatitzada a la Sala Beckett,2007.
- “CRISPETES”, de Jaume Esquius.Dir. Tamzin Townsend i Ariadna Martí. Cia. Mite-les. Estrenat a la Fira de Teatre al Carrer de Tàrrega, 2006.
- “FINS QUE L'AMOR ENS SEPARI”, espectacle de creació col·lectiva a partir d'uns textos d'Esteve Soler. Cia. Mite-les. Dir. Sílvia Sanfeliu. Estrenat a la Fira del Teatre al Carrer de Tàrrega, 2004.
- "L'AS MATA EL REI", un espectacle en màscara de creació col·lectiva, dirigit per Maria Codinachs i estrenat a la Fira d'Espectacles d'Arrel Tradicional 2003.
- “POEMES EN CLAU DE DANSA”, Dir. Enric Llort i Esbart Manresà. Estrenat a la Fira d´Espectacles d´Arrel Tradicional 2003.
- "BODAS DE SANGRE", de Federico Garcia Lorca. Dir. Ferran Madico. Estrenat al Teatre Grec, dins el Festival Grec 2001.
- "AMOR, PROZAC I DUBTES", de Lucía Etxebarria i Lluís Hansen. Dir. Lluís Hansen. Cia. Mite-Ies. Estrenat a la Fira de Teatre al Carrer de Tàrrega, 2001.
- "DONES", d'lsabel-Clara Simó. Dir. Jordi Llop. Cia. Mite-Ies. Estrenat a la Fira de Teatre al carrer de Tàrrega, 1999.
- "AMB DOBLE INTENCIÓ", d'Anna Fité. Dir. Clara del Ruste. Cia. Mite-Ies Teatre Versus, 1998
- "TOCADES PER MOLIÈRE", Dir. Frederic Roda, amb dramatúrgia de Santiago Sans. Cia. Zel Teatre